# 横山みゆき
横山 みゆき（よこやま みゆき、本名：横山美幸、1959年10月27日 - ）は日本の元歌手である。デビュー当時の所属事務所はユタカプロダクション。

## 来歴・人物
東京都練馬区出身。1977年頃、友人と一緒に原宿を歩いていた時にスカウトされ、本人はタレント志望だっただけにその時はOKだったが親が反対し、説得し続けた結果、1979年春にようやく許しを得て同年にデビュー。
身長161cm（1979年当時）。ピアノを6歳の頃から習っていた。趣味は詩を書くこと。そろばん2級の資格を持っている。
1995年、10年以上ぶりに、6月21日にシングル「雨」、7月21日にアルバム「ジェラシー」を発売した。

## ディスコグラフィ
※　すべてキングレコードより発売。

### シングル
| 発売日         | 面 | タイトル                   | 作詞            | 作曲       | 編曲     | 規格  | 規格品番 |
| -------------- | -- | -------------------------- | --------------- | ---------- | -------- | ----- | -------- |
| 1979年9月21日  | A  | 秋止符                     | 谷村新司        | 堀内孝雄   | 若草恵   | EP    | GK-342   |
| 1979年9月21日  | B  | 少女の海                   | 深野義和        | 深野義和   | 野村豊   | EP    | GK-342   |
| 1980年4月21日  | A  | 紫陽花                     | 谷村新司        | 堀内孝雄   | 船山基紀 | EP    | GK-395   |
| 1980年4月21日  | B  | 誰かいい人みつけて         | りりィ          | りりィ     | 船山基紀 | EP    | GK-395   |
| 1980年9月      | A  | 摂氏100度で抱きしめて      | 松本隆          | 堀内孝雄   | 船山基紀 | EP    | K07S-15  |
| 1980年9月      | B  | 水蜜桃                     | 松本隆          | 堀内孝雄   | 船山基紀 | EP    | K07S-15  |
| 1981年1月      | A  | 夢ひとひら                 | 岸田智史        | 岸田智史   | 若草恵   | EP    | K07S-143 |
| 1981年1月      | B  | 風に聞いても               | 岸田智史        | 岸田智史   | 若草恵   | EP    | K07S-143 |
| 1982年8月      | A  | アイ・メイク・ユー         | 翔              | 翔         | 若草恵   | EP    | K07S-307 |
| 1982年8月      | B  | 気づかぬうちに             | 横山みゆき      | 牧田和男   | 若草恵   | EP    | K07S-307 |
| 1983年         | A  | ミストレス-愛人-           | 諸星冬子 天野滋 | 実川俊晴   | 天野滋   | EP    | K07S-384 |
| 1983年         | B  | 冬銀河                     | 天野滋          | 天野滋     | 戸塚修   | EP    | K07S-384 |
| 1983年12月21日 | A  | 太陽のツイスト             | 松本隆          | Johnny     | Johnny   | EP    | K07S-490 |
| 1983年12月21日 | B  | たそがれ                   | 岩里祐穂        | 岩里祐穂   | 戸塚修   | EP    | K07S-490 |
| 1984年         | A  | 燃える想い                 | 望田市郎        | 三木たかし | 川口真   | EP    | K07S-520 |
| 1984年         | B  | 追憶                       | 横山みゆき      | 横山みゆき | 川口真   | EP    | K07S-520 |
| 1995年6月21日  | A  | 雨                         | 菊池圭太        | 菊池圭太   | 若草恵   | 8cmCD | KIDS-234 |
| 1995年6月21日  | B  | ボーイ～哀しみよりも愛しい | 伊藤薫          | 伊藤薫     | 若草恵   | 8cmCD | KIDS-234 |

### アルバム
| 発売日        | アルバム | 規格 | 規格品番  |
| ------------- | --- | ---- | --------- |
| 1980年1月21日 | “秋止符"横山みゆきファースト A面 1. 橋向うの家 2. 知っていますか 3. 噂知ってるわ 4. 戻り道 5. 冬の雨 B面 1. 陽陰のマリー 2. 誰もわかってくれない 3. 封じられた手紙 4. 潮風にちぎれて 5. 秋止符              | LP   | SKS-96    |
| 1980年1月21日 | “秋止符"横山みゆきファースト A面 1. 橋向うの家 2. 知っていますか 3. 噂知ってるわ 4. 戻り道 5. 冬の雨 B面 1. 陽陰のマリー 2. 誰もわかってくれない 3. 封じられた手紙 4. 潮風にちぎれて 5. 秋止符              | CT   | AO-175    |
| 1994年6月22日 | “秋止符"横山みゆきファースト A面 1. 橋向うの家 2. 知っていますか 3. 噂知ってるわ 4. 戻り道 5. 冬の雨 B面 1. 陽陰のマリー 2. 誰もわかってくれない 3. 封じられた手紙 4. 潮風にちぎれて 5. 秋止符              | CD   | KICS-8046 |
| 1980年9月21日 | 横山みゆきセカンド A面 1. 摂氏100度で抱きしめて 2. Lonely Morning 3. 水蜜桃 4. ラスト・ダンス 5. 霧雨ルージュ B面 1. 紫陽花 2. Happy Birthday 3. 真夜中のメルヘン 4. 誰かいい人見つけて 5. 最後のプレゼント | LP   | K28A-3    |
| 1980年9月21日 | 横山みゆきセカンド A面 1. 摂氏100度で抱きしめて 2. Lonely Morning 3. 水蜜桃 4. ラスト・ダンス 5. 霧雨ルージュ B面 1. 紫陽花 2. Happy Birthday 3. 真夜中のメルヘン 4. 誰かいい人見つけて 5. 最後のプレゼント | CT   | K28H-8    |
| 1983年3月21日 | 愛してごめんね・・・ A面 1. ミストレス-愛 2. たそがれ 3. 山茶花(さざんか) 4. つぶやき集め 5. 銀のロザリオ B面 1. 円舞曲(ワルツ) 2. いまひとたびの 3. 遠い夏の日 4. ロンリー・クリスマス・ベル 5. わがまま   | LP   | K28A-357  |
| 1983年3月21日 | 愛してごめんね・・・ A面 1. ミストレス-愛 2. たそがれ 3. 山茶花(さざんか) 4. つぶやき集め 5. 銀のロザリオ B面 1. 円舞曲(ワルツ) 2. いまひとたびの 3. 遠い夏の日 4. ロンリー・クリスマス・ベル 5. わがまま   | CT   | K28H-265  |
| 1995年7月21日 | ジェラシー 1. 秋止符 2. 雨 3. 爪紅 4. 黄昏にゆれて 5. BOY 6. LONELINESS 7. 最後のジェラシー 8. いじっぱりなコルドン・ルージュ 9. 砂時計 10. ありがとう                                                      | CD   | KICS496   |

## ラジオ番組
- MBSヤングタウン月曜日（毎日放送ラジオ、1980年10月 - 1981年9月）
- MBSミュージックマガジン（毎日放送ラジオ、1981年10月～1982年3月）